# Wilmington Blue Bombers
Los Wilmington Blue Bombers, conocidos en su última temporada de la competición como Delaware Blue Bombers, fueron un equipo de baloncesto estadounidense que jugó en la EPBL entre 1963 y 1970. Tenía su sede en la ciudad de Wilmington, Delaware. Entre 1941 y 1947 existió un equipo con la misma denominación, Wilmington Blue Bombers, que posteriormente acortó su nombre por el de Wilmington Bombers, que compitió en la ABL.

## Historia
Los Blue Bombers debutaron en la liga en 1963, acabando en la última posición en la temporada regular, con 7 victorias y 21 derrotas. Pero solo pasaron tres años hasta que en 1966 acabaran primeros de la División Este, y alcanzaran posteriormente las finales, en las que derrotaron a los Wilkes-Barre Barons por 2 victorias a 1. Repetirían campeonato al año siguiente, derrotando en esa ocasión en las finales a los Scranton Miners por 3-2.

## Trayectoria
| Año     | Liga | Temp. Regular | G. | P. | Playoffs          |
| ------- | ---- | ------------- | -- | -- | ----------------- |
| 1963/64 | EPBL | 7º            | 21 | 7  |                   |
| 1964/65 | EPBL | 5º            | 12 | 16 |                   |
| 1965/66 | EPBL | 1º, Eastern   | 20 | 8  | Campeón           |
| 1966/67 | EPBL | 1º, Eastern   | 21 | 7  | Campeón           |
| 1967/68 | EPBL | 4º            | 21 | 12 | Semifinales       |
| 1968/69 | EPBL | 1º, Eastern   | 20 | 7  | Final de División |
| 1969/70 | EPBL | 2º            | 19 | 9  | Finalista         |